# Infurcitinea reisseri
Infurcitinea reisseri är en fjärilsart som beskrevs av Petersen 1968. Infurcitinea reisseri ingår i släktet Infurcitinea och familjen äkta malar. Inga underarter finns listade i Catalogue of Life.